# La Guzmán
La Guzmán es el primer álbum en directo de Alejandra Guzmán, el cual fue grabado durante un concierto realizado en Xcaret, Quintana Roo en septiembre de 1997. La Guzmán es una colección de 13 de sus éxitos hasta el momento e incluye 3 canciones inéditas. Gracias a Oscar López, Alejandra tuvo la oportunidad de cantar acompañada de grandes músicos de Estados Unidos. El sencillo No hay Vacuna contra el Amor fue promocionado en radio junto con Loca, que estuvo en los primeros lugares en estados del norte de México y en países como Honduras y Perú. También canta un tema a dueto llamado Mentiras con Miguel Mateos. Forma parte de la lista de  los 100 discos que debes tener antes del fin del mundo, publicada en 2012 por Sony Music.

## Lista de canciones
| La Guzmán |                                                                     |                                        |          |  |
| N.º       | Título                                                              | Escritor(es)                           | Duración |  |
| 1.        | «Mala hierba»                                                       | C. Sánchez; C. Valle; Marina Lima      | 4:16     |  |
| 2.        | «Eternamente bella»                                                 | Myra Stella Turner                     | 2:51     |  |
| 3.        | «Ángeles caídos»                                                    | J.R. Flórez; C. Valle                  | 4:30     |  |
| 4.        | «Loca»                                                              | Myra Stella Turner                     | 4:44     |  |
| 5.        | «Mírala, míralo»                                                    | J.R. Florez; Gian Pietro Felisatti     | 4:03     |  |
| 6.        | «Guante de seda»                                                    | José Vaca Flores; Miguel Blasco        | 3:33     |  |
| 7.        | «Hacer el amor con otro»                                            | Consuelo Arango; Gian Pietro Felisatti | 4:40     |  |
| 8.        | «Despertar»                                                         | C. Sánchez; C. Valle                   | 4:53     |  |
| 9.        | «Set acústico Llama por favor, Rosas Rojas, Cuidado con el Corazón» | Varios                                 | 6:25     |  |
| 10.       | «Yo te esperaba»                                                    | J.R. Florez; Gian Pietro Felisatti     | 3:55     |  |
| 11.       | «Dime adiós»                                                        | J.R. Florez; Cesar Valle               | 2:55     |  |
| 12.       | «No hay vacuna contra el amor»                                      | Adrian Posse; E.Paz                    | 3:11     |  |
| 13.       | «Reina de corazones»                                                | J.R. Florez                            | 3:10     |  |
| 14.       | «Corazones rotos»                                                   | C. Sánchez; C. Valle                   | 3:15     |  |
| 15.       | «Mentiras con Miguel Mateos»                                        | Miguel Mateos                          | 4:23     |  |
| 16.       | «Hey, güera»                                                        | J.R. Florez; Gian Pietro Felisatti     | 4:33     |  |

## Sencillos
- «No hay Vacuna contra el Amor»
- «Loca»